# Deliverance (filme)
Deliverance (br: Amargo pesadelo / pt: Fim-de-semana alucinante) é um filme norte-americano de 1972, dos gêneros drama e suspense, dirigido por John Boorman.
O orçamento do filme foi de dois milhões de dólares.

## Sinopse
Quatro amigos resolvem descer as perigosas corredeiras do rio Cahulawassee, antes de sua inundação para formar uma represa, apesar das advertências dos moradores sobre os perigos da correnteza. Envolvidos com as belezas naturais daquelas florestas, deixam-se levar pela emoção, mas dois montanheses começam a persegui-los e aterrorizá-los.

## Elenco
- Jon Voight .... Ed Gentry
- Burt Reynolds .... Lewis Medlock
- Ned Beatty .... Bobby Trippe
- Ronny Cox .... Drew Ballinger
- Bill McKinney
- Ed Ramey .... velho
- Billy Redden .... Lonny
- Seamon Glass

## Principais prêmios e indicações
Oscar 1973 (EUA)
- Indicado nas categorias de melhor filme, melhor diretor e melhor edição.

BAFTA 1973 (Reino Unido)
- Indicado nas categorias de melhor fotografia, melhor edição e melhor trilha sonora.

Globo de Ouro 1973 (EUA)
- Indicado nas categorias de melhor filme - drama, melhor diretor, melhor ator - drama (Jon Voight), melhor trilha sonora e melhor roteiro